# Карл Бранд
Карл Бранд (на немски: Karl Brandt) е германски доктор и офицер от СС.
Завършил хирургия, Бранд се присъединява към нацистката партия през 1932 г. и става асоцииран лекар на Адолф Хитлер през август 1934 г. Член на вътрешния кръг на Хитлер в „Бергхоф“, той е избран от Филип Бухлер, ръководител на канцеларията на Хитлер, за да администрира програмата за евтаназия Акция Т4.
Бранд по-късно е назначен за комисар по санитарните и здравни въпроси в Райха. Обвинен за участие в човешки експерименти и други военни престъпления през 1946 г., е изправен пред военен трибунал на САЩ заедно с 22 други. Той е осъден на смърт и по-късно обесен на 2 юни 1948 г.

## Младост
Бранд е роден в Мюлуз в тогавашната германска територия Алцхайс и Лорейн в семейството на офицер от пруската армия. Той става лекар хирург през 1928 г., специализиран в увреждания на главата и гръбначния стълб. Той се присъединява към нацистката партия през януари 1932 г. и за пръв път се среща с Хитлер през лятото на 1932 г. Става член на СА през 1933 г. и член на СС на 29 юли 1934 г. От лятото на 1934 г. е Хитлеров „ескорт лекар“. Карл Бранд се жени за Ани Реборн, шампионка по плуване на 17 март 1934 г. Имат син Карл Адолф Бранд (роден на 4 октомври 1935 г.).

## Кариера в Нацистка Германия
В контекста на нацисткото законодателство от 1933 г. Бранд е един от медицинските учени, които извършват много аборти на жени, считани за генетично увредени, психически или физически увредени, с расови недостатъци, или чиито неродени деца се очаква да развият такива генетични „дефекти“. Тези аборти са легализирани дотогава, докато не се родят здрави арийски деца.
На 1 септември 1939 г. Бранд е назначен от Хитлер за ръководител на Програмата за евтаназия Акция Т4 с Филип Бухлер. Бранд получава допълнително правомощие, когато на 28 юли 1942 г. е назначен от Хитлер за комисар по хигиената и здравето и след това е обвързан само с инструкциите на Фюрера. Той получава редовни промоции в СС. На 16 април 1945 г. той е арестуван от Гестапо за преместване на семейството си от Берлин, за да може да се предаде на американските сили. Бранд е осъден на смърт от военен съд и изпратен в Кил. Освободен от арест по заповед на Карл Дьониц на 2 май. Той е арестуван от англичаните на 23 май.

## Медицинска етика на Бранд
Медицинската етика на Бранд, особено по отношение на евтаназията, е повлияна от Алфред Хохе, чиито курсове посещава. Подобно на много други немски лекари от този период, Бранд вярва, че здравето на обществото като цяло трябва да има предимство пред това на отделните му членове. Тъй като обществото е разглеждано като организъм, който трябва да бъде излекуван, най-слабите му, най-невалидните и неизлечими членове са само части, които трябва да бъдат премахнати. Такива нещастни същества трябва да получат „милостива смърт“. В допълнение към тези съображения, обяснението на Бранд в делото му за престъпните му действия – по-специално поръчането на експерименти върху човешки същества – е, че „... всеки персонален етичен кодекс трябва да отстъпи на пълния характер на войната“. Историкът Хорст Фрайхофер твърди, че при липса на „мълчаливо“ одобрение на Бранд е много малко вероятно гротескните и жестоки медицински експерименти, за които нацистките лекари са отговорни, да са били изпълнени. Бранд и Хитлер обсъждат множество техники за убийство по време на първоначалното планиране на програмата за евтаназия, по време на което Хитлер пита Бранд, „кой е най-хуманният начин“. Бранд предлага използването на въглероден оксид, след което Хитлер дава одобрението си и инструктира Бранд да се свърже с други лекари и да започне да координира масовите убийства.

## Част от кръга на Хитлер
Карл Бранд и съпругата му Ани са част от вътрешния кръг на Хитлер в Берхтесгаден, където Хитлер има частно жилище, известно като „Бергхоф“. Тази изключителна група функционира като фактически семеен кръг на Хитлер. Сред тях са Ева Браун, Алберт Шпеер, съпругата му Маргарет, Теодор Морел, Мартин Борман, фотографът на Хитлер Хайнрих Хофман, адютантите на Хитлер и секретарите му. Бранд и главният архитект на Хитлер Алберт Шпеер са добри приятели, тъй като двамата споделят технократни разпореждания за тяхната работа. Бранд гледа към убиването на „безполезни ядници“ и на хората с увреждания като средство за постигане на край, а именно, тъй като това е в интерес на общественото здраве. По подобен начин, Шпеер гледа на използването на труда на концентрационния лагер за неговата защита и строителни проекти по почти същия начин. Като член на този вътрешен кръг Бранд пребивава близо до Бергхоф и прекарва много време там, когато Хитлер присъства. В спомените си, Шпеер описва изтръпващия начин на живот на вътрешния кръг на Хитлер, принуден да остане по-голямата част от нощта, слушайки повтарящите се монолози на безразборния нацистки лидер или на нестабилна селекция от музика. Въпреки близостта на Бранд до Хитлер, диктаторът е ядосан, когато научава малко преди края на войната, че лекарят е изпратил Ани и техния син на американските линии с надеждата да избегнат залавянето от руснаците. Само намесата на Хайнрих Химлер, Алберт Шпеер и адмирал Дьониц, след като Бранд е заловен от Гестапо и изпратен в Киел в заключителните дни на войната, го спасява от екзекуция.

## Процес и екзекуция
Бранд е съден заедно с 22 души в двореца на правосъдието в Нюрнберг. Процесът официално е озаглавен „Съединените американски щати срещу Карл Бранд и др.“, но по-често се нарича „Докторски процес“. Той започва на 9 декември 1946 година. Бранд е обвинен в:
1. Заговор за извършване на военни престъпления и престъпления срещу човечеството, както е описано в графа 2 и 3;
2. Военни престъпления: провеждането на медицински експерименти, без съгласието на субектите, за военнопленници и цивилни граждани на окупираните страни, в хода на които опитите на обвиняемите са извършили убийства, жестокости, мъчения, зверства и други нечовешки действия. Също така планиране и извършване на масово убийство на военнопленници и цивилни от окупираните страни, заклеймени като възрастни, луди, нелечимо болни, деформирани и т.н., с газ, смъртоносни инжекции и различни други средства в болници и убежища по време на програмата за евтаназия и участие в масовото убийство на затворниците в концентрационния лагер;
3. Престъпления срещу човечеството: извършване на престъпления, описани в графа 2, и на германски граждани;
4. Членство в престъпна организация – СС. Обвиненията срещу него включват специална отговорност за замразяване, малария, сулфаниламид, възстановяване на костите, мускулите и нервите, трансплантация на кости, епидемична жълтеница, стерилизация и експерименти с тиф.[13]

След защитата, водена от Роберт Серватиус, на 19 август 1947 г., Бранд е признат за виновен по точка 2 – 4 от обвинителния акт. С още 6 души той е осъден на смърт чрез обесване и всички са екзекутирани в затвора Ландсберг на 2 юни 1948 г. 9 други обвиняеми получават присъди между 15 години и до живот, а други 7 не са признати за виновни.
Преди обесването си, Бранд отбелязва: „Не е срамно да стоя тук, това не е нищо друго освен политическо отмъщение, служех на моето Отечество, както другите преди мен...“ Речта му е прекъсната, когато му е поставена черна качулка на главата.